# Volevo un gatto nero/Il pesciolino stanco
Volevo un gatto nero/Il pesciolino stanco è un singolo del 1969 del Piccolo Coro dell'Antoniano. Contiene l'omonimo brano sul lato A e Il pesciolino stanco sul lato B.
Entrambi i brani sono stati presentati allo Zecchino d'Oro 1969.

## Tracce
1. Volevo Un Gatto Nero – 2:30 (Francesco Pagano, Mario Pagano, Armando Soricillo, Francesco Saverio Maresca)
2. Il pesciolino stanco – 2:45 (Maurizio De Maurizi)